# Müden (Alsó-Szászország)
Müden település Németországban, azon belül Alsó-Szászország tartományban. Lakosainak száma 5338 fő (2023. december 31.). Müden Leiferde, Meinersen, Langlingen, Hohne, Ummern és Gifhorn községekkel határos.

## Népesség
A település népességének változása:
| Lakosok száma | 5399 | 5398 | 2594 | 5341 | 5264 | 5344 | 5338 |
|               | 2016 | 2017 | 2018 | 2019 | 2021 | 2022 | 2023 |